# Jhon Steven Mondragón
Jhon Steven Mondragón Dosman (Tuluá, Valle del Cauca, Colombia, 15 de octubre de 1994) es un futbolista colombiano. Juega como defensa central y actualmente es jugador del CSM Slatina  de la Liga II de Rumania.

## Trayectoria

### Osasuna
Afincado en Estella (Navarra) desde edad temprana, se forma en las categorías inferiores del Izarra. Ficha por la cantera de Osasuna al que llegó en etapa juvenil. El 19 de octubre de 2013 hizo su debut con Osasuna B y el 6 de enero de 2016 Stiven hizo su primer gol como profesional en la victoria por 4–0 de su equipo al Mendi en Tercera división de España.
En la temporada 2015-16, lograría el ascenso a Segunda División B, jugando 34 partidos con Osasuna Promesas.
El 22 de abril de 2017 debutaría como profesional en la Primera División de España entrando en el minuto 7 sustituyendo al lesionado Nikola Vujadinović del partido que su club empataría 2 a 2 como locales contra el Sporting de Gijón, cuatro días después el 26 de abril juega su primer partido de titular en el Estadio Camp Nou en la dura derrota 7 por 1 frente al Barcelona, en la siguiente semana en el partido contra el Deportivo La Coruña sería titular y marcaría su primer gol como profesional con Osasuna en el primer minuto del encuentro, al final quedaría empatado a dos goles. En su cuarto partido en Liga marca su segundo gol en su carrera en la victoria 2 a 1 como locales sobre el Granada.

### Puebla
Para la Apertura 2017 de México ficha para el Puebla siendo último refuerzo en llegar al club. Debutaría el 18 de octubre ingresando en el segundo tiempo para la victoria 2 a 0 sobre el Monterrey.

### Itagüí Leones
El 10 de agosto es confirmado como nuevo jugador de Itagüí Leones de la Categoría Primera A de Colombia.

### Sport Boys
En el 2019 ficha por Sport Boys del Callao. Debuta en la derrota ante Alianza Lima por 3-0.

### Rumanía
En la temporada 2020-21, firma por el Petrolul Ploiești.
En la temporada 2021-22, Mondragón se compromete con el FC Gloria Buzău de la Liga II de Rumania.
El 25 de enero de 2022, firma por el FC Minerul Baia Mare de la Liga II de Rumania.

## Clubes
| Club                 | País     | Temporadas  |
| -------------------- | -------- | ----------- |
| Osasuna B            | España   | 2013 - 2017 |
| Osasuna              | España   | 2017        |
| Puebla               | México   | 2017 - 2018 |
| Itagüí Leones        | Colombia | 2018        |
| Sport Boys           | Perú     | 2019        |
| Petrolul Ploiești    | Rumania  | 2020 - 2021 |
| FC Gloria Buzău      | Rumania  | 2021 - 2022 |
| FC Minerul Baia Mare | Rumania  | 2022 - Act. |

## Estadísticas
| Club                     | Div.                | Temporada           | Liga  | Liga  | Copa Nacional | Copa Nacional | Copa Internacional | Copa Internacional | Total | Total |
| Club                     | Div.                | Temporada           | Part. | Goles | Part.         | Goles         | Part.              | Goles              | Part. | Goles |
| ------------------------ | ------------------- | ------------------- | ----- | ----- | ------------- | ------------- | ------------------ | ------------------ | ----- | ----- |
| Osasuna B · España       | 2°B                 | 2016-17             | 31    | 0     | 0             | 0             | -                  | -                  | 31    | 0     |
| Osasuna B · España       | Total               | Total               | 31    | 0     | 0             | 0             | 0                  | 0                  | 31    | 0     |
| Osasuna · España         | 1°                  | 2016-17             | 5     | 2     | 0             | 0             | -                  | -                  | 5     | 2     |
| Osasuna · España         | Total               | Total               | 5     | 2     | 0             | 0             | 0                  | 0                  | 5     | 2     |
| Puebla · México          | 1°                  | 2017-18             | 2     | 0     | 1             | 0             | -                  | -                  | 3     | 0     |
| Puebla · México          | Total               | Total               | 2     | 0     | 1             | 0             | 0                  | 0                  | 3     | 0     |
| Itagüí Leones · Colombia | 1°                  | 2018                | 3     | 0     | 3             | 0             | -                  | -                  | 6     | 0     |
| Itagüí Leones · Colombia | Total               | Total               | 3     | 0     | 3             | 0             | 0                  | 0                  | 6     | 0     |
| Sport Boys · Perú        | 1ª                  | 2019                | 17    | 1     | 0             | 0             | -                  | -                  | 17    | 1     |
| Sport Boys · Perú        | Total               | Total               | 17    | 1     | 0             | 0             | 0                  | 0                  | 17    | 1     |
| Total en su carrera      | Total en su carrera | Total en su carrera | 58    | 3     | 4             | 0             | 0                  | 0                  | 62    | 3     |